# Yuval Harari
Yuval Harari (hebreu: יובל נח הררי)  (Qiryat Atta, 24 de febrer de 1976), nom abreujat de Yuval Noah Harari és un historiador israelià, conegut per ser l'autor del best-seller internacional Sàpiens: Una breu història de la humanitat. És professor al Departament d'Història de la Facultat d'Humanitats a la Universitat Hebrea de Jerusalem. Harari ha guanyat dues vegades el Premi Polonsky de creativitat i l'originalitat, el 2009 i 2012, entre altres premis. El 2017 Homo Deus va guanyar el Premi Handelsblatt de Llibre d'Economia i el 2018 va pronunciar la conferència inaugural de la reunió anual del Fòrum Econòmic Mundial de Davos. Viu amb el seu marit en un moixav a prop de Jerusalem.
Harari es va especialitzar originalment en història medieval i història militar, doctorant-se al Jesus College de la Universitat d'Oxford el 2002. En aquell període va publicar diversos estudis.
Més endavant es va especialitzar en història del món i en els processos macro-històrics al llarg de la història de la humanitat. La seva recerca es basa a marcar punts de trobada entre la història i la biologia, com per exemple trobar quina és la diferència essencial entre Homo sapiens i altres animals. El seu llibre Sàpiens (2014) s'ha publicat en més d'una trentena idiomes, inclòs el català. El llibre intenta recollir tota la història de la humanitat a partir de l'evolució d'Homo sapiens.

## Cortina de silenci
«Cortina de silenci» és un terme utilitzat per l'escriptor Yuval Harari al seu llibre Sàpiens. Una breu història de la humanitat. Aquest és definit per l'autor com un període de la nostra humanitat amb una manca d'informació notable. Situat entre uns 60.000 o 70.000 anys enrere.
Harari explica al llibre que fer una reconstrucció completa amb la visió general de la vida dels antics caçadors-recol·lectors nòmades és gairebé impossible. Això és degut a la manca de restes arqueològiques compresa entre uns 60.000 o 70.000 anys enrere.
Tot el que s'ha descobert sobre aquest període, no és res més que ossos fossilitzats i eines de pedra que ens aporten informació sobre l'anatomia humana, la seva tecnologia, la seva dieta i la seva estructura social. Però en cap cas han revelat res sobre l'aliança política entre grups de sapiens ni sobre les seves creences i mitologies.
La cortina de silenci embolcalla milers d'anys d'història amb infinites possibilitats sobre els afers de la nostra espècie.
D'altra banda, ens fa saber que els investigadors del segle XXI podrien gairebé eliminar 10.000 anys d'història de la humanitat dient que la gent d'aquella època no va fer res gaire important, però això seria totalment fals. És aquesta manca d'informació la que ens porta fer totes aquestes suposicions, a les quals només aconseguirem donar resposta si algun dia aconseguim obrir aquesta cortina.

## Publicacions
El 2015 va publicar, originalment en hebreu i després durant el 2016 en molts altres idiomes (inclòs el català), Homo Deus. Una breu història del demà.
21 lliçons per al segle XXI (Edicions 62, 2018) és el seu últim llibre publicat en català.
Harari també ofereix un curs en línia gratuït en anglès titulat A Brief History of Humankind.
- Renaissance Military Memoirs: War, History and Identity, 1450-1600 (Woodbridge: Boydell & Brewer, 2004)
- Special Operations in the Age of Chivalry, 1100-1550 (Woodbridge: Boydell & Brewer, 2007)
- The Ultimate Experience: Battlefield Revelations and the Making of Modern War Culture, 1450-2000 (Houndmills: Palgrave-Macmillan, 2008)[5]
- Sapiens: A Brief History of Humankind (London: Harvill Secker, 2014) traduït al català com Sàpiens, una breu història de la humanitat (Edicions 62)
- Homo Deus: A Brief History of Tomorrow (2016), traduït al català com Homo Deus. Una breu història del demà. 2016 (Edicions 62)
- 21 Lessons for the 21st Century (2018) amb traducció catalana d'Ernest Riera: 21 lliçons per al segle XXI (Edicions 62).